# Eucoccidophagus
Eucoccidophagus  (лат.) — род мелких паразитических хальцидоидных наездников из семейства Encyrtidae. В Палеарктике 6 видов (для бывшего СССР указывалось 4 вида).

## Описание
Длина тела менее 1 мм. Жгутик усика 6-члениковый. Лапки 5-члениковые. Мандибулы 4-зубые, нижнечелюстные щупики 4-члениковые, а нижнегубные 2-члениковые. Паразиты войлочников (Eriococcidae: Acanthococcus munroi, Greenisca brachypodii) и мучнистых червецов (Pseudococcidae: Euripersia europea) из группы равнокрылых насекомых (Homoptera: Coccoidea).

## Систематика
- Eucoccidophagus adrianae Guerrieri, 1994 — Италия[3]
- Eucoccidophagus biroi (Erdös, 1955) — Венгрия, Румыния[4]
  - =Ixodiphagus biroi Erdös, 1955
- Eucoccidophagus breviventris (Kurdjumov, 1912) — Болгария, Венгрия, Грузия, Молдавия, Россия, Словакия, Украина, Чехия[5]
  - =Encyrtus breviventris Kurdjumov, 1912
- Eucoccidophagus ferganensis  Sharipov, 1979 — Таджикистан[6]
- Eucoccidophagus karelianus  Sharkov, 1988 — Карелия, Финляндия[7]
- Eucoccidophagus semiluniger  (Hoffer, 1959) — Венгрия, Германия, Монголия, Россия, Словакия, Чехия
  - =Ixodiphagus semiluniger Hoffer, 1959